# Équipe cycliste Max Meyer

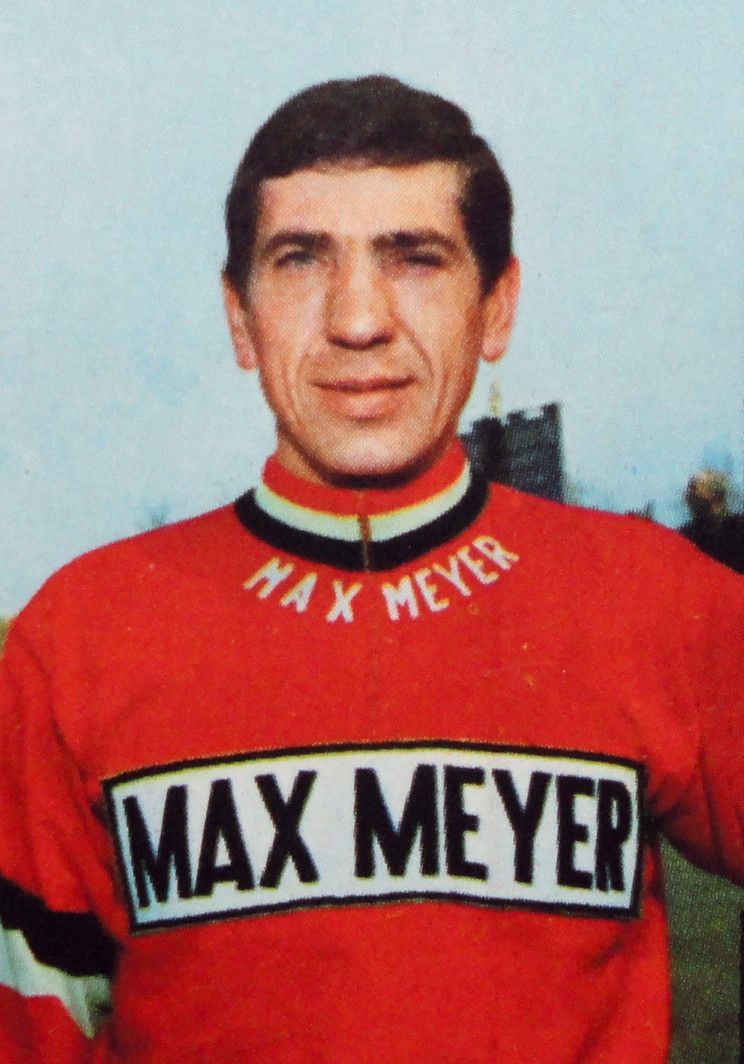
Claudio Michelotto sous les couleurs de la formation.

 (décembre 2024).
L'équipe cycliste Max Meyer est une équipe cycliste italienne sur route, active entre 1967 et 1969. Elle a pour sponsor principal le fabricant italien de peinture du même nom, basé à Milan.

## Histoire
L'équipe est fondée en 1967 par Gastone Nencini. La première année, ses coureurs obtiennent plusieurs tops 10, dont des deuxièmes places sur les Trois vallées varésines et à la Corsa Coppi. Luciano Galbo gagne le Tour de Vénétie et Giorgio Zancanaro remporte une étape du Tour d'Italie.
L'année suivante, l'équipe obtient de nombreux podiums, dont une troisième place à Milan-San Remo pour Adriano Durante. Claudio Michelotto remporte  Tirreno-Adriatico et la Coppa Agostoni, tandis que  Luigi Sgarbozza gagne une étape sur le Tour d'Italie
En 1969, Claudio Michelotto accumule les succès :  Milan-Turin, Trofeo Laigueglia, Tour de Sardaigne ainsi qu'une étape et le Grand Prix de la montagne du Tour d'Italie. Lors du Tour d'Espagne, l'équipe gagne trois étapes, mais après cette saison 1969, elle s'arrête.

## Principales victoires

### Courses d'un jour
- Tour de Vénétie : 1967 (Luciano Galbo)
- Coppa Agostoni : 1968 (Claudio Michelotto)
- Grand Prix de l'industrie et du commerce de Prato : 1968 (Adriano Durante)
- Milan-Turin : 1969 (Claudio Michelotto)
- Trofeo Laigueglia : 1969 (Claudio Michelotto)

### Courses par étapes
- Tirreno-Adriatico : 1968 (Claudio Michelotto)
- Tour de Sardaigne : 1969 (Claudio Michelotto)

## Bilan sur les grands tours
- Tour d'Italie
  - 3 participations (1967, 1968, 1969)
  - 3 victoires d'étapes :
    - 1 en 1967 : Giorgio Zancanaro
    - 1 en 1968 : Luigi Sgarbozza
    - 1 en 1969 : Claudio Michelotto

  - 0 victoire finale
  - 1 classement annexe :
    - Grand Prix de la montagne  : 1969 (Claudio Michelotto)
- Tour d'Espagne
  - 1 participation (1969)
  - 3 victoires d'étapes
    - 3 en 1969 : Felice Salina, Luigi Sgarbozza, Ercole Gualazzini

  - 0 victoire finale
  - 0 classement annexe
- Tour de France
  - 0 participation
  - 0 victoire d'étape
  - 0 victoire finale
  - 0 classement annexe